# Einsteinium-252
Einsteinium-252 of 252Es is een onstabiele radioactieve isotoop van einsteinium, een actinide en transuraan element. De isotoop komt van nature niet op Aarde voor. Met een halveringstijd van 1,29 jaar is het de langstlevende isotoop van het element.
Einsteinium-252 kan ontstaan door radioactief verval van mendelevium-256.
{\displaystyle {\ce {{^{256}_{101}Md}->{^{252}_{99}Es}+\,_{2}^{4}\alpha }}}

## Radioactief verval
Einsteinium-252 vervalt voor 78% onder uitzending van alfastraling tot de radio-isotoop berkelium-248:
{\displaystyle {\ce {{^{252}_{99}Es}->{^{248}_{97}Bk}+\,_{2}^{4}\alpha }}}
De vervalenergie van dit alfaverval bedraagt 6,789 MeV.
Een kleiner gedeelte (22%) vervalt door elektronenvangst tot de radio-isotoop californium-252:
{\displaystyle {\ce {{^{252}_{99}Es}+{e^{-}}->{^{252}_{98}Cf}+{\nu }_{e}}}}
De vervalenergie hiervan bedraagt 1,26 MeV.
239Es · 240Es · 241Es · 242Es · 243Es · 244Es · 245Es · 246Es · 247Es · 248Es · 249Es · 250Es · 250mEs · 251Es · 252Es · 253Es · 254Es · 254mEs · 255Es · 256Es · 256mEs · 257Es · 258Es